# استيثاق مشدد

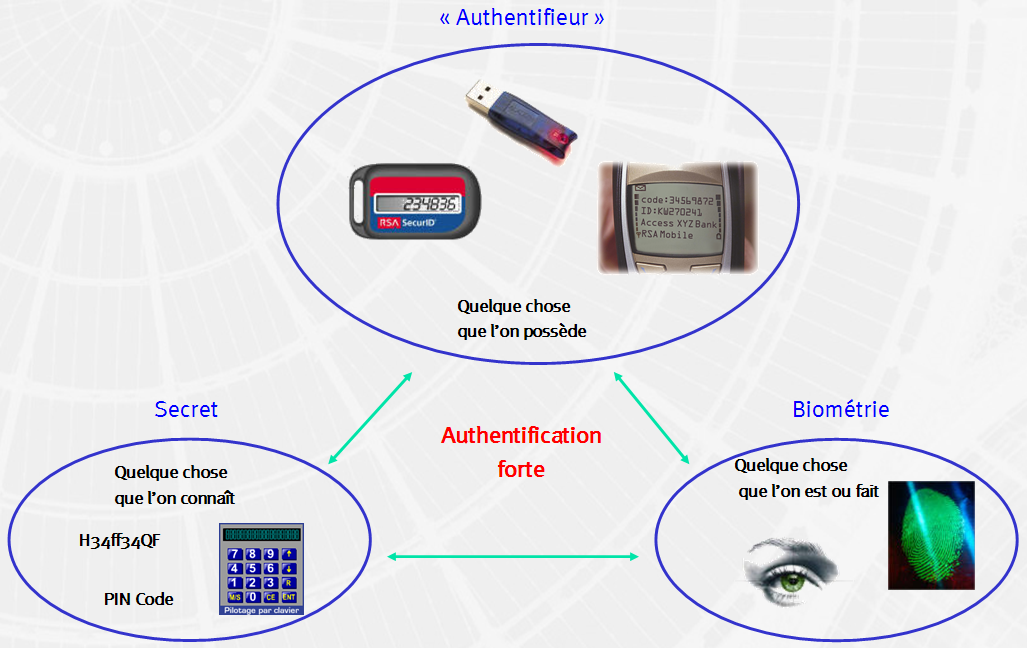

الاستيثاق المشدد هو استيثاق المستخدم معلومات عدة للإجابة على سؤال واحد أو فئة واحدة من الأسئلة أو استعمال أكثر من نوع من الطرق.